# Cantone di Granville
Il Cantone di Granville è una divisione amministrativa dell'arrondissement di Avranches.
A seguito della riforma approvata con decreto del 25 febbraio 2014, che ha avuto attuazione dopo le elezioni dipartimentali del 2015, è passato da 6 comuni e 1 frazione di comune a 4 comuni.

## Composizione
Prima della riforma del 2014 comprendeva parte del comune di Jullouville e i 6 comuni di:
- Donville-les-Bains
- Granville
- Saint-Aubin-des-Préaux
- Saint-Pair-sur-Mer
- Saint-Planchers
- Yquelon

Dal 2015 i comuni appartenenti al cantone sono i seguenti 4:
- Donville-les-Bains
- Granville
- Saint-Pair-sur-Mer
- Yquelon